# Annie Horniman

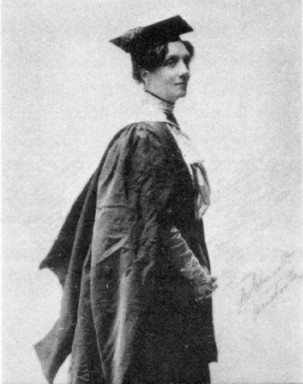
Annie Horniman

Annie Elizabeth Fredericka Horniman (ur. 3 października 1860, zm. 6 sierpnia 1937) – członkini rodziny, która ufundowała Abbey Theatre w Dublinie i Gaiety Theatre w Manchesterze. Na niej spoczywało finansowanie pierwszej z tych instytucji w pierwszych latach jej działalności.
Urodziła się w Lewisham jako najstarsza córka Fredericka Johna Hornimana, fundatora Horniman Museum w Londynie; jej siostra zasiadała w parlamencie Zjednoczonego Królestwa.
Dokumenty, które po niej pozostały, są przechowywane w bibliotece Uniwersytetu w Manchesterze. 